# Diplura paraguayensis
Diplura paraguayensis är en spindelart som först beskrevs av Gerschman och Rita Delia Schiapelli 1940.  Diplura paraguayensis ingår i släktet Diplura och familjen Dipluridae. Inga underarter finns listade i Catalogue of Life.